# Andre Arendse
 (novembre 2024).
Si vous disposez d'ouvrages ou d'articles de référence ou si vous connaissez des sites web de qualité traitant du thème abordé ici, merci de compléter l'article en donnant les références utiles à sa vérifiabilité et en les liant à la section « Notes et références ».
Andre Arendse, né le 27 juin 1967 au Cap, est ancien un footballeur sud-africain. Il était gardien de but.
Arendse a participé à la coupe du monde de football de 2002 avec l'équipe d'Afrique du Sud et était titulaire en 2002. Il mesure 1,91 m pour 84 kg. Il compte 67 sélections en équipe nationale d'Afrique du Sud. Il a joué notamment une saison dans le club anglais de Fulham.

## Palmarès
- Coupe d'Afrique des nations 1996
- COSAFA Cup 2002